# Panorpa cognata
Panorpa cognata es una especie de insecto del orden de los mecópteros, propia de Europa central.